# ルーダスゴディス

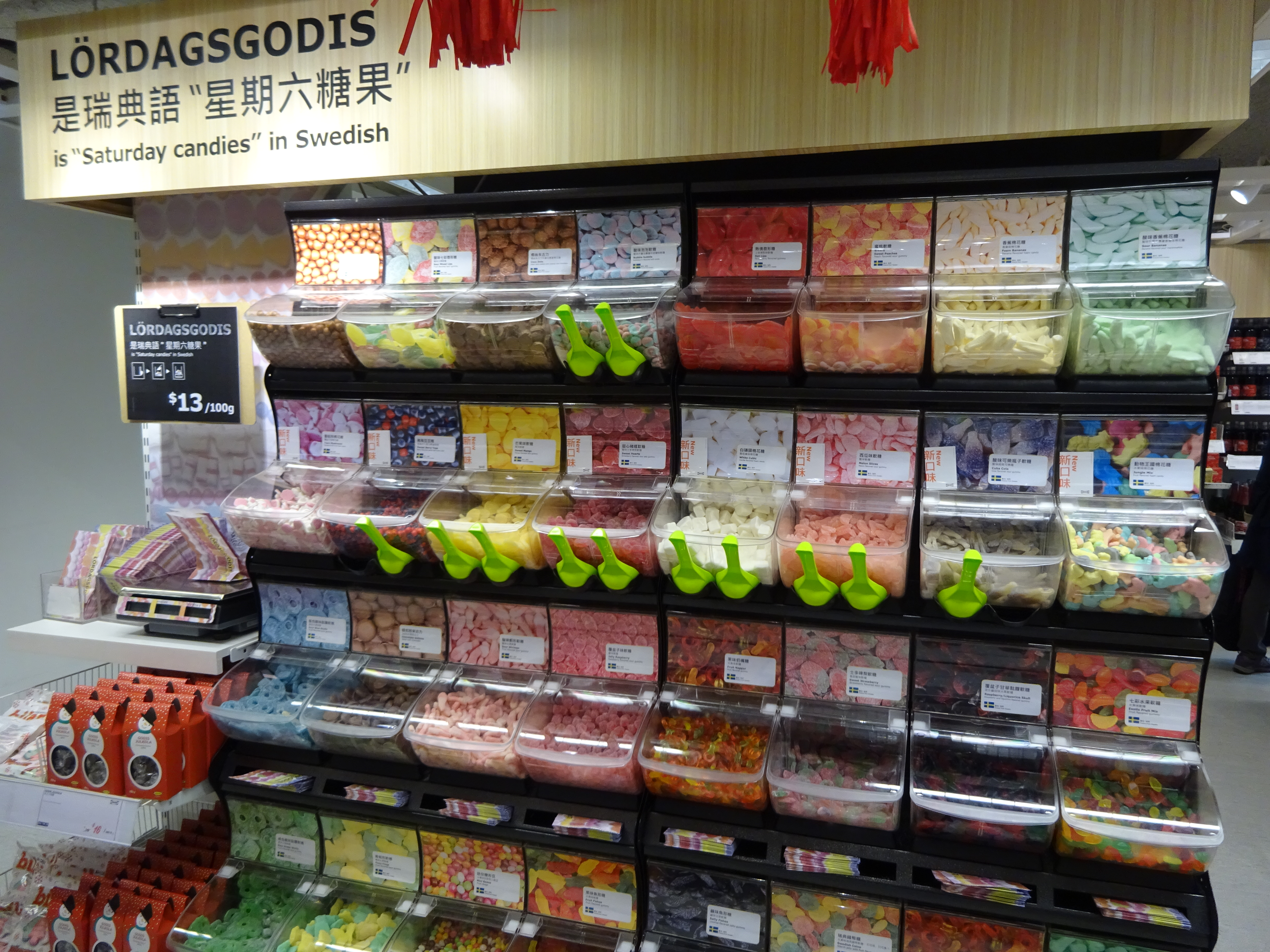
香港IKEAのルーダスゴディスコーナー

ルーダスゴディス、ローダスグーディス、ローダーグスグーディス、レーダスゴーディス（スウェーデン語: Lördagsgodis）は、スウェーデンの風習。土曜日に限り、お菓子やスイーツを楽しむ習慣のこと。

## 概要
「godis」は「菓子」の意であり、「Lördag」は「土曜日」で、日本語に直訳すると「土曜日の菓子」となる。土曜日に好きなだけ菓子が食べられる家庭内ルールであり、スウェーデンの多くの家庭において実施されている。
IKEAが販売している袋詰めの菓子の商品名ともなっている。

## スウェーデンにおける菓子
スウェーデンの保育園や学童保育では、ニンジンやパプリカなどの野菜をカットしたものや、パンにチーズをのせたような簡単なオープンサンドイッチがおやつとして食されている。こういったおやつは「Mellanmål（中間の食事）」と呼ばれている。これは日本でいうところの「甘い菓子」の「おやつ」ではなく、日本でのニュアンスとしては間食に近い。
スウェーデンはフィーカの風習もあり、菓子の消費量は世界一位、大人1人が1年間に菓子の重量が約15キログラム。2016年の統計では、1人あたり平均で年間に3800クローネを菓子やチョコレートに消費している。しかしながら、これは成人の話であって、小さな子どもには家庭内でも厳しい制限を課すことが多く、小さな子どもが菓子を食べるのは週に1回のみと決めている家庭も多い。この「週に1回」が土曜日であることから、「土曜日の菓子」と呼ばれるようになった。子どもが育ってくると、子ども自身が店で菓子を購入することもあるが、それも週1回と制限が課せられる。
なお、食事の後のデザートは、週1回の菓子の制限外にある。

## 由来
1940年代に行われた実験で、「毎日少しずつお菓子を食べるよりも、週に1日だけたくさん食べる方が虫歯になりにくい」という実験結果が発表された。これを受けて一部の親が始めたことであるが、1950年代にはスウェーデン国内に定着した。